# Henri de Fourcy
Pour les articles homonymes, voir de Fourcy.
Henri II de Fourcy, seigneur de Chessy, né en 1626 et mort à Chessy en Brie le (° 4 mars 1708), est un prévôt des marchands de Paris. 

## Biographie
Il est le fils de Henri Ier de Fourcy (ca. 1590-1638), seigneur de Chessy, surintendant des bâtiments du roi et de Marie de La Grange, dame de Trianon.
Il fut conseiller au Châtelet et au Parlement de Paris puis président aux enquêtes (9 février 1653), prévôt des marchands de Paris de 1684 à 1691 et conseiller d'État ordinaire en 1703. 
Sa résidence habituelle était l'hôtel particulier parisien situé rue de Jouy, connu sous la dénomination hôtel de Fourcy, qu'il avait hérité de son père. 
Henri II de Fourcy mourut le 4 mars 1708, à l'âge de 82 ans, en son château de Chessy. Sa veuve lui survécut de plus de six ans. Elle mourut, âgé de 70 ans, le 3 septembre 1714. 
La rue de Fourcy, dans le 4e arrondissement de Paris, est dénommée en son honneur.

## Mariages et descendance
Il épousa en premières noces, le 18 octobre 1656, Anne Briguet (Briquet), morte sans enfants, et en secondes noces, le 23 février 1659 à Paris, paroisse Saint-Gervais-Saint-Protais, Marie-Madelene Boucherat (1644-1714), fille de Louis Boucherat (1616-1699), futur chancelier de France. Du second lit sont issus
- Henri Louis de Fourcy (c. 1664-1713)
- Olivier François ( ?-1717)
- Balthasard-Henri ( ?-1754)
- Achille Baltazar de Fourcy (c. 1668-1752)
- Angélique Marguerite de Fourcy (1672-1720) épouse de Paul de Fieubet, dont postérité.
- et deux filles, religieuses au Pont-aux-Dames.